# Tull (Arkansas)
Tull – miasto w Stanach Zjednoczonych, w stanie Arkansas, w hrabstwie Grant.